# Bertrand Guay
Pour les articles homonymes, voir Guay.
Bertrand Guay est un musicologue et historien québécois.

## Biographie
Après des études de piano au Conservatoire de musique de Montréal, Bertrand Guay se dirige en musicologie à l'Université Laval (Québec, Canada) où il obtient une maîtrise. Il se perfectionne ensuite en musique médiévale à l'Université de Paris-Sorbonne (Paris, France) et soutient une thèse de doctorat sur Gluck à l'Université catholique de Louvain (Louvain-la-Neuve, Belgique).
Il a enseigné à l'Université Laval et au Cégep de Sainte-Foy avant d'être nommé professeur d'histoire de la musique au Conservatoire de musique de Québec. Il est professeur invité à la Faculté de musique de l'Université de Sherbrooke depuis juin 2006. Il enseigne également au Conservatoire de musique de Rimouski depuis 2008.
Bertrand Guay est rédacteur en chef de La Marque, magazine officiel de l'Orchestre symphonique de Québec, et signe des chroniques sur l’histoire de la musique dans le magazine Infopéra. Il coordonne la rédaction des notes de programmes pour le Domaine Forget et est principal rédacteur pour l’Opéra de Québec. Pendant plusieurs années, il a été chargé de la rédaction des notes de programme pour Les Violons du Roy et les concerts classiques du Palais Montcalm. Il a par ailleurs rédigé de nombreuses notices de disques classiques. Il a aussi été critique musical au journal Le Soleil. Spécialiste de l'histoire de la vie musicale à Québec, il publiait en 2002 Un siècle de symphonie à Québec, ouvrage retraçant les 100 ans d'histoire de l'Orchestre symphonique de Québec. Il fait partie de l'équipe de chercheurs de la Chronologie musicale du Québec dirigée par les musicologues Marie-Thérèse Lefebvre, professeur à la Faculté de musique de l'Université de Montréal, et Jean-Pierre Pinson.  
Il est l'auteur de l’article sur La Bolduc dans le Petit Robert des noms propres et a rédigé diverses notices dans l'Encyclopédie de la musique au Canada, le Dictionnaire biographique du Canada et le Dictionnaire des interprètes (Robert Laffont). Il a également signé plusieurs arrangements musicaux.
Il est le neveu du réalisateur Rolland Guay et le cousin de la compositrice Diane Labrosse[réf. nécessaire].